# Elie Kuame
 (août 2018).
Elie Kuame, né à Bruxelles en 1980, est un styliste d'origine ivoirienne et libanaise, fondateur de l'entreprise et de la marque Elie Kuame Couture.

## Biographie
Elie Kuame est né dans une famille ivoirienne et libanaise. D'un père ingénieur informaticien et d'une mère secrétaire médicale, il passe son enfance en Côte d'Ivoire. 
Après un retour en France pour des études en sciences économiques et sociales, il décide de se tourner vers le stylisme. Après quatre années d'études en stylisme et modélisme, il commence sa carrière comme assistant pour la maison Clarisse Hieraix. 
Le 23 mars 2006, Elie Kuame devient lauréat du concours des jeunes créateurs. C'est à cette occasion qu'il présente sa première collection Femmes de Pouvoir.

### Articles de journaux
- Houda El-Hassan, « Elie Kuame: le talent est son grigri », Hebdo Haram,‎ 25 février 2015 (lire en ligne).
- Beyrouth, « Elie Kuame: le styliste en vogue! », Koaci,‎ 12 juillet 2012 (lire en ligne).
- « Elie Kuame présente sa collection Printemps-Été 2016 », Le point Afrique,‎ 12 avril 2016 (lire en ligne).
- Viviane Forson, « Élie Kuame : il rend à l'étoffe du Faso ses lettres de noblesse », Le point Afrique,‎ 12 avril 2016 (lire en ligne).
- « Le styliste Ivoirien Elie Kuamé participe à Africa Chic », Info directe,‎ 25 juillet 2017 (lire en ligne).